# كورت براند
كورت براند (بالألمانية: Kurt Brand)‏ هو كاتب ألماني، ولد في 10 مايو 1917 في بارمن في ألمانيا، وتوفي في 8 نوفمبر 1991 في Kaltern an der Weinstraße ‏ في إيطاليا.

## وصلات خارجية
- كورت براند على موقع ميوزك برينز (الإنجليزية)
- كورت براند على موقع ديسكوغز (الإنجليزية)